# Cortegaça (Pêro Pinheiro)
Cortegaça é uma vila localizada na freguesia de Pêro Pinheiro, concelho de Sintra, em Portugal. Tem 0,36 quilômetro quadrado e segundo censo de 2011, havia 285 habitantes.